# لوئیجی پشه
لوئیجی پشه (به ایتالیایی: Luigi Pesce) (زاده ۱۸۲۷ در ناپل، ایتالیا، درگذشته ۱۸۶۴ تهران، ایران) یک افسر نظامی و سرهنگی از اهالی ناپل بود که در دوره ناصرالدین شاه به ایران سفر کرد.

## عکس‌برداری از ایران
اولین مجموعهٔ عکس از آثار تاریخی ایران توسط لوئیجی پشه در سفر به ایران تهیه شد. ناصرالدین‌شاه بارها به وی لقب عکاس‌باشی داد. نسخه دومی نیز از این مجموعه در همان سال تهیه و برای ویلیام اول، پادشاه پروس فرستاد شد. آلبوم دیگری نیز به موزه متروپولیتن نیویورک اهدا شده که شامل ۷۵ قطعه عکس است و احتمالاً همان آلبومی است که برای پادشاه پروس ارسال شده بود. این آلبوم دراصل متعلق به اردشیر میرزا، نوه فتحعلی شاه بود. اهداکننده این آلبوم معتقد است که «پشه» یک از چندین عکاسی است که آثارشان در آن مجموعه گردد آمده‌است آلبوم متروپولیتن شامل موضوعات متعددی است. قدیمی‌ترین عکس‌های این آلبوم بین سال‌های ۱۸۵۲ (میلادی) تا ۱۸۵۵ م گرفته شده‌اند.
سه پرتره از ناصرالدین‌شاه در جوانی و یک عکس گروهی در این مجموعه وجود دارد. بیشتر تصاویر این آلبوم نشاندهندهٔ معماری آن روزگار است.
عکس‌های وی سند تاریخی بی‌نظیری است که گویای وضعیت زندگی مردم و درباریان است. گرچه در این عکس‌ها زنان وجود ندارند، اما مردان طبقات مختلف اجتماع حضور مشخص دارند و سلسله مراتب اجتماعی آن‌ها با چگونگی قرار گرفتن در تصویر کاملاً نشان داده شده‌است. عکس‌های او از مکان‌های تاریخی ایران در نمایشگاه جهانی هاریس سال۱۸۶۷ م به نمایش درآمد و نشان افتخار دریافت کرد.

### عکس‌های تخت‌جمشید
لوئیجی پشه را نخستین عکاسی برمی‌شمارند که در سال ۱۲۷۴ قمری به سرزمین باستانی فارس سفر کرد از تخت جمشید، پاسارگاد و نقش رستم عکس بگیرد. او این عکس‌های بی‌پیشینه را در قالب یک آلبوم به ناصرالدین شاه جوان پیشکش کرد و باعث شد تا شاه دلبسته به عکاسی به هزینه خود عکاسان دیگری را برای فراهم آوردن گزارش تصویری از بناهای تاریخی و باستانی ایران روانه فارس کند.

## نمونه‌ای از عکس‌های لوئیجی پشه

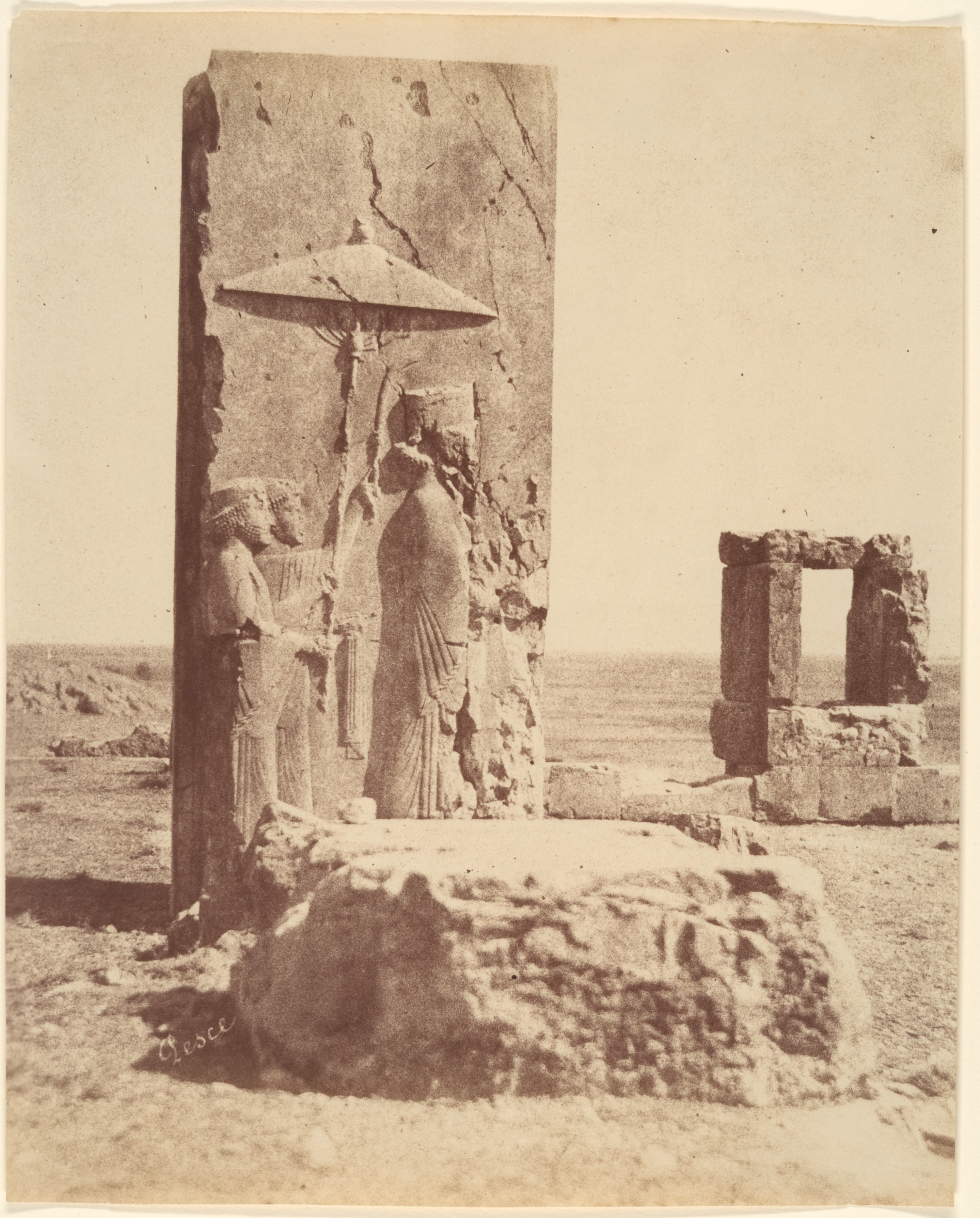
تخت‌جمشید
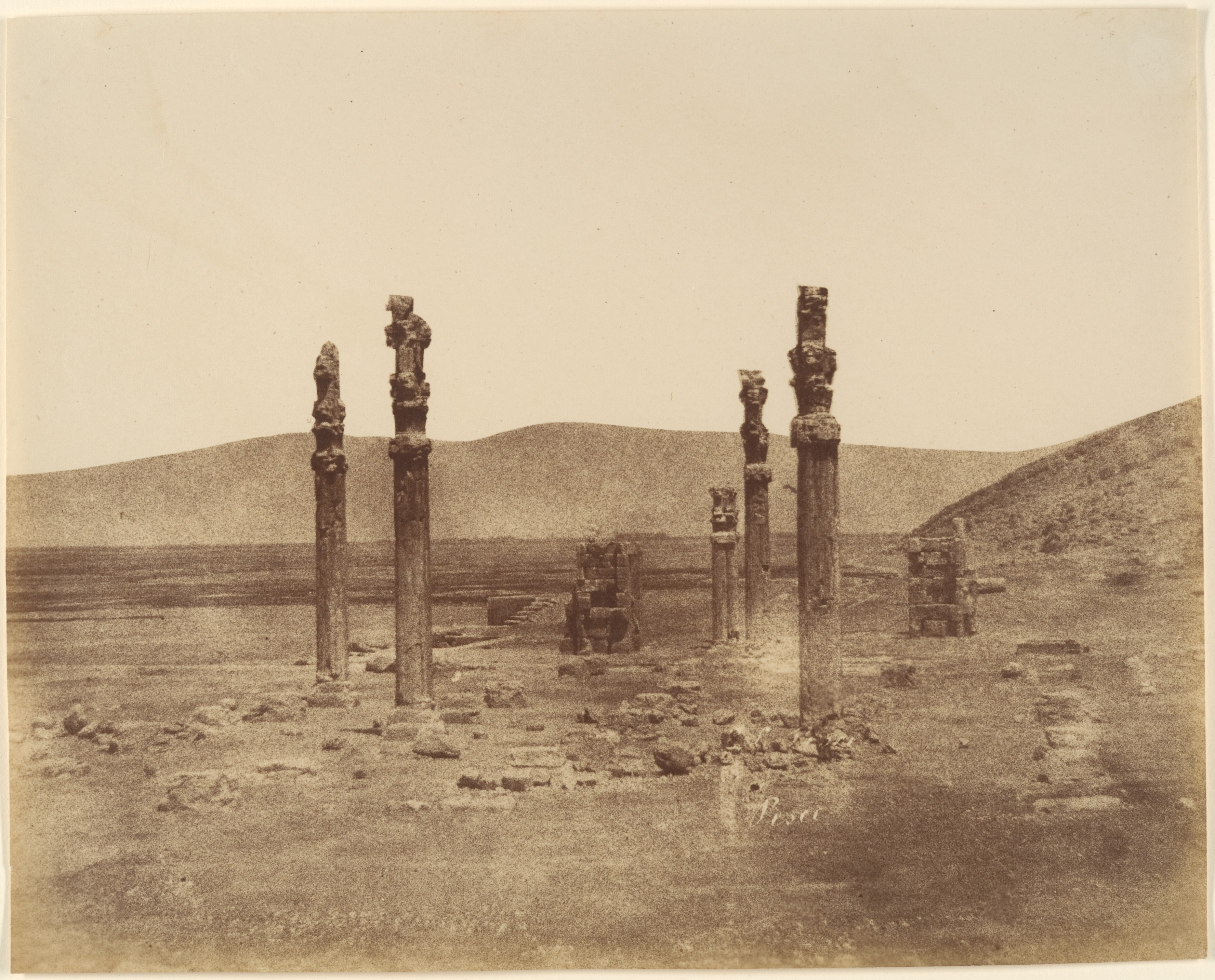
تخت‌جمشید
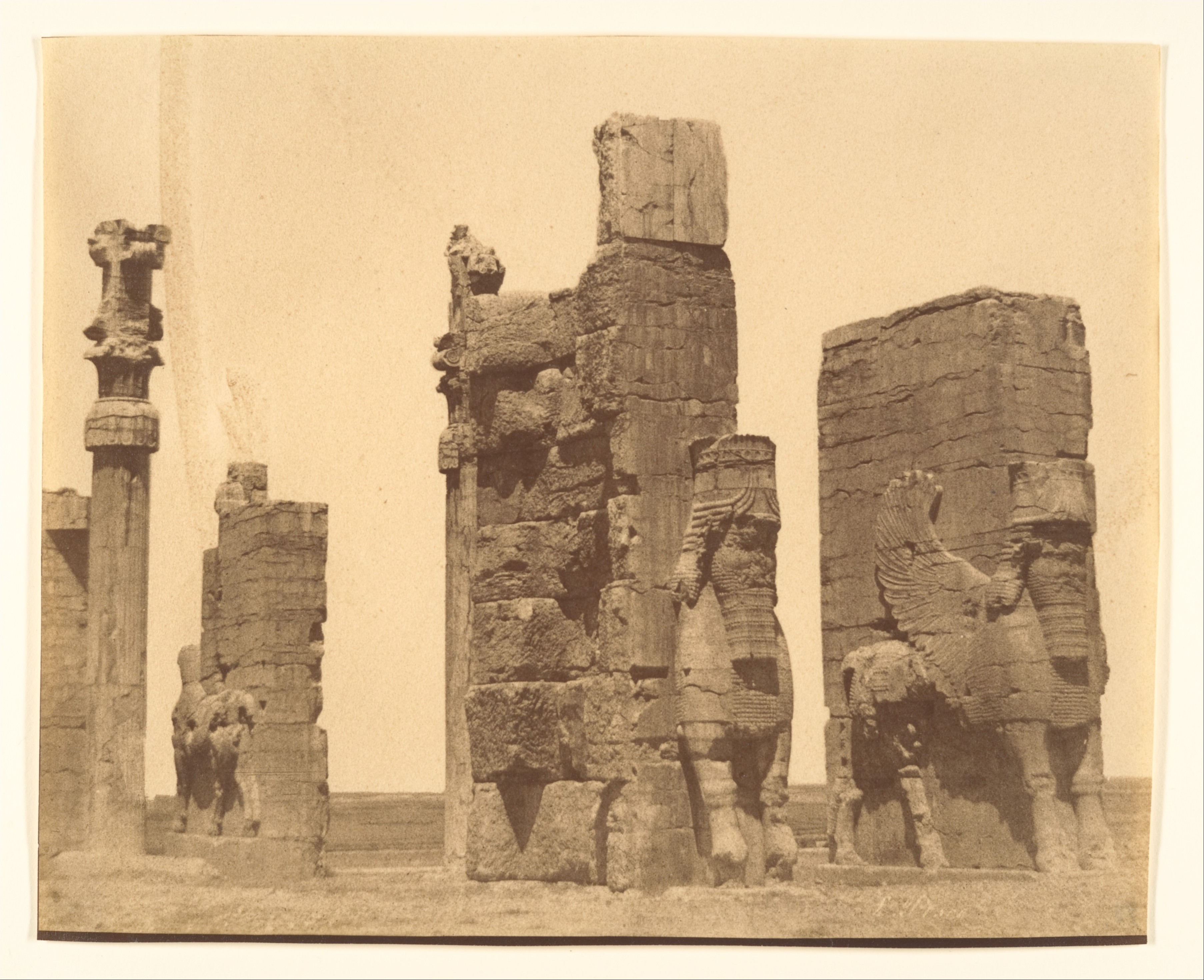
تخت‌جمشید
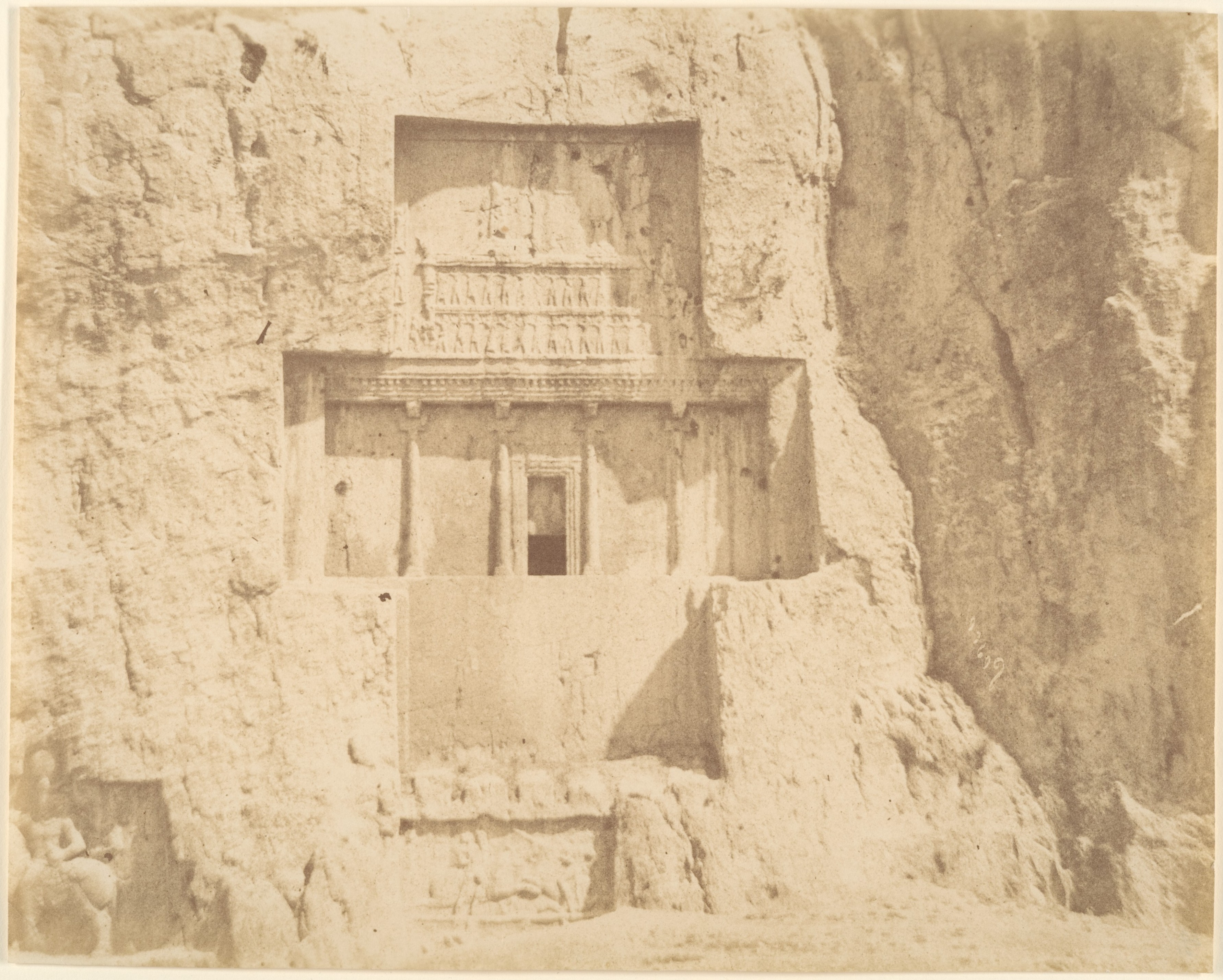
نقش رستم
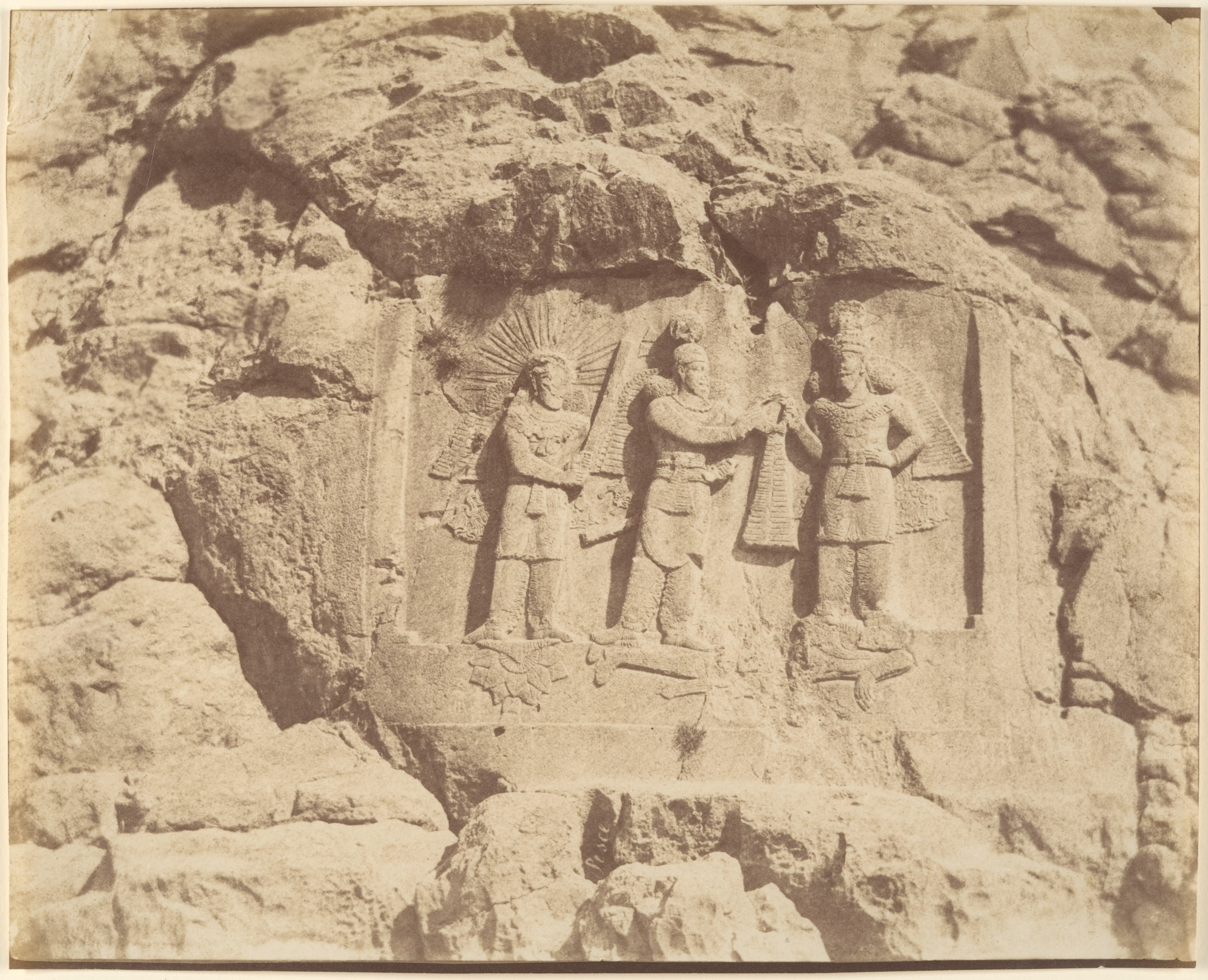
طاق بستان
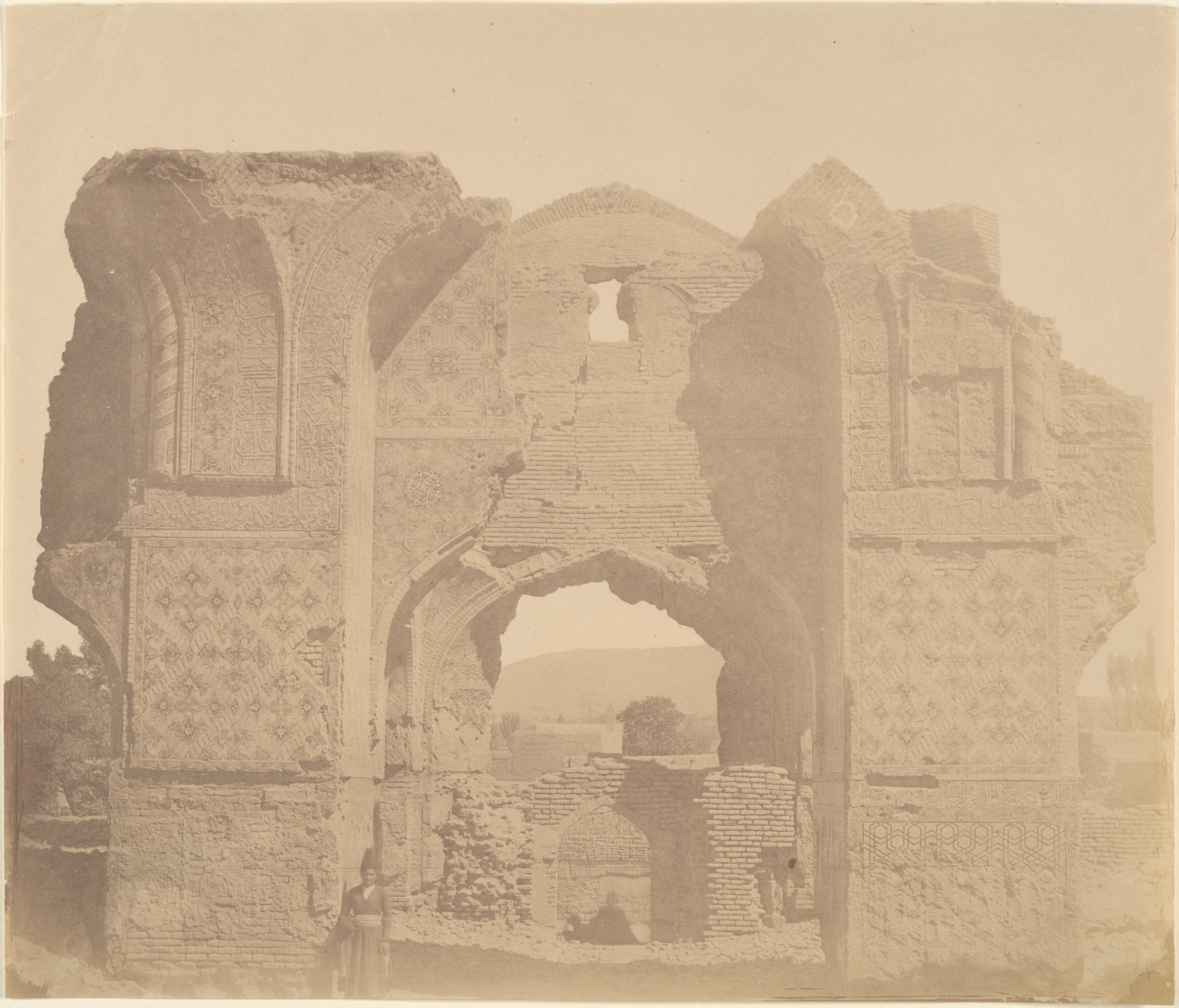
مسجد کبود تبریز
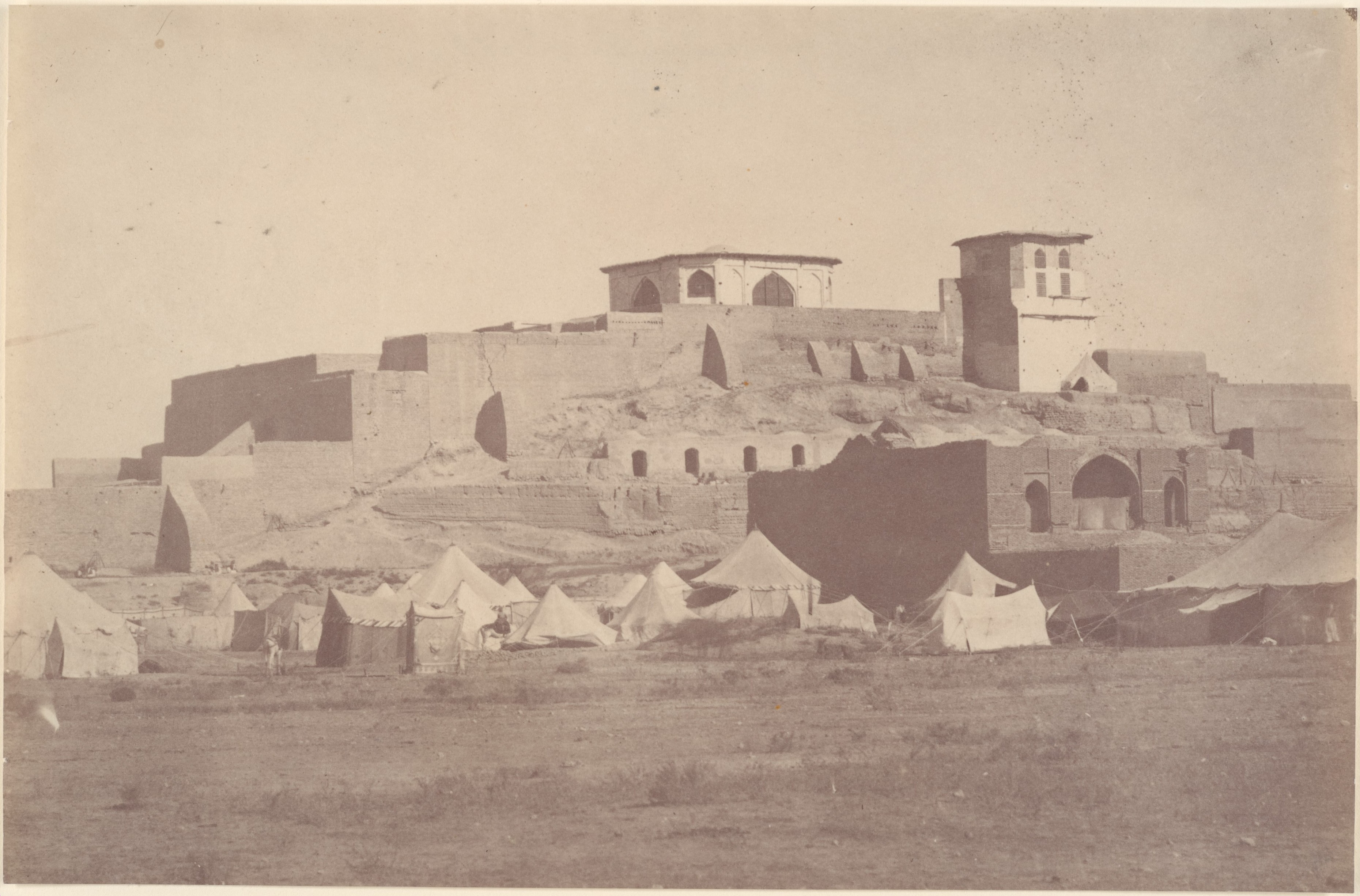
سلطانیه
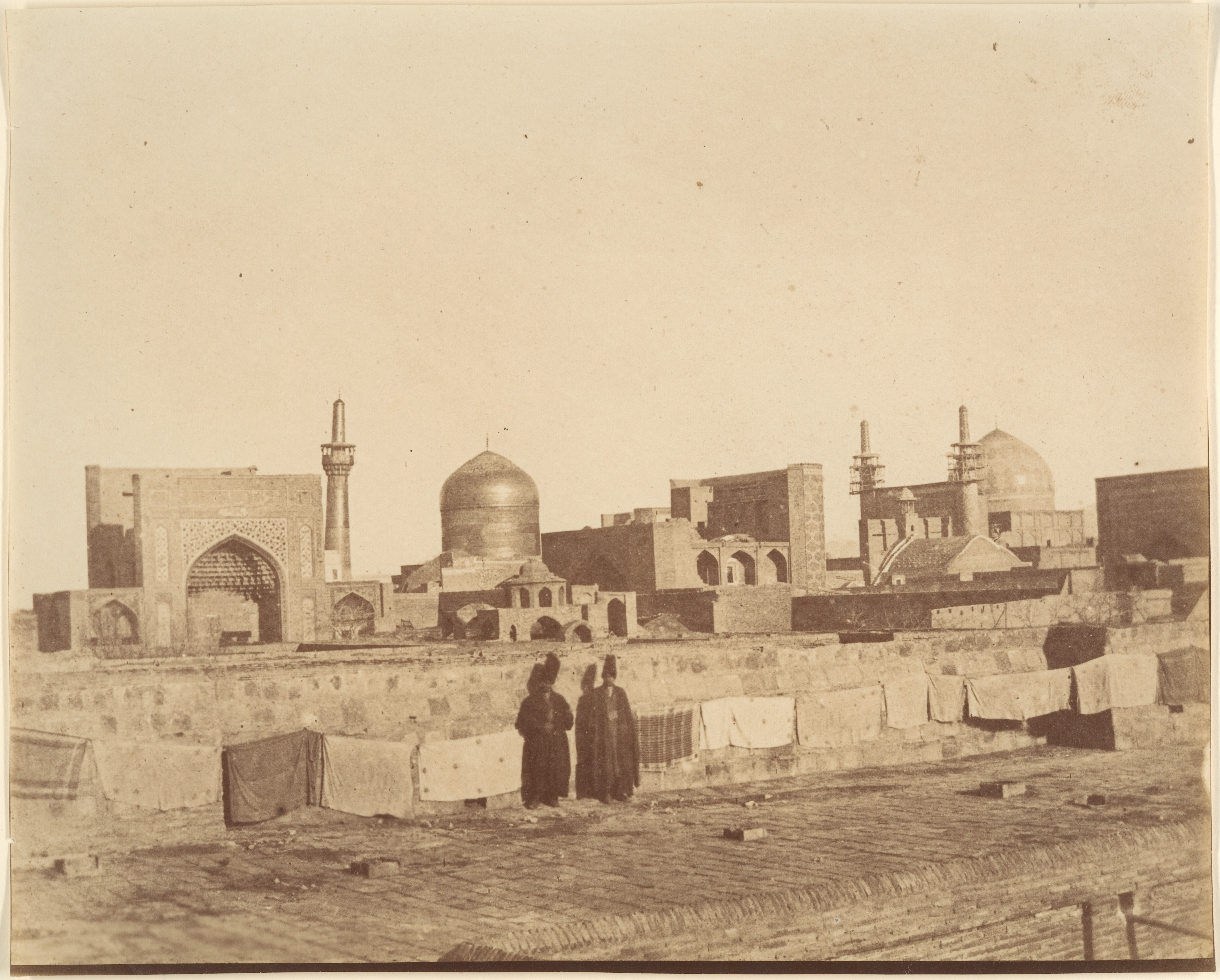
مشهد
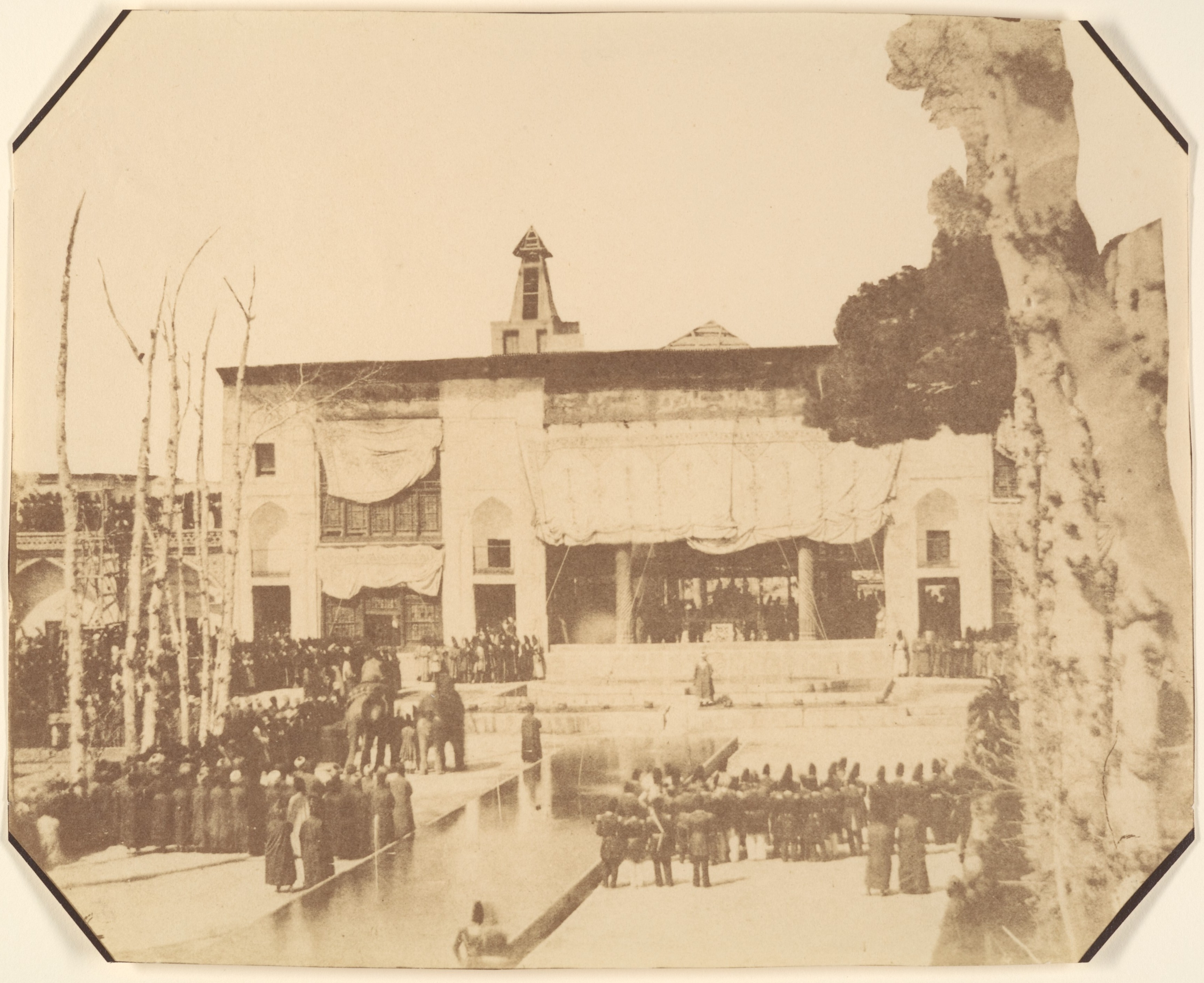
کاخ گلستان
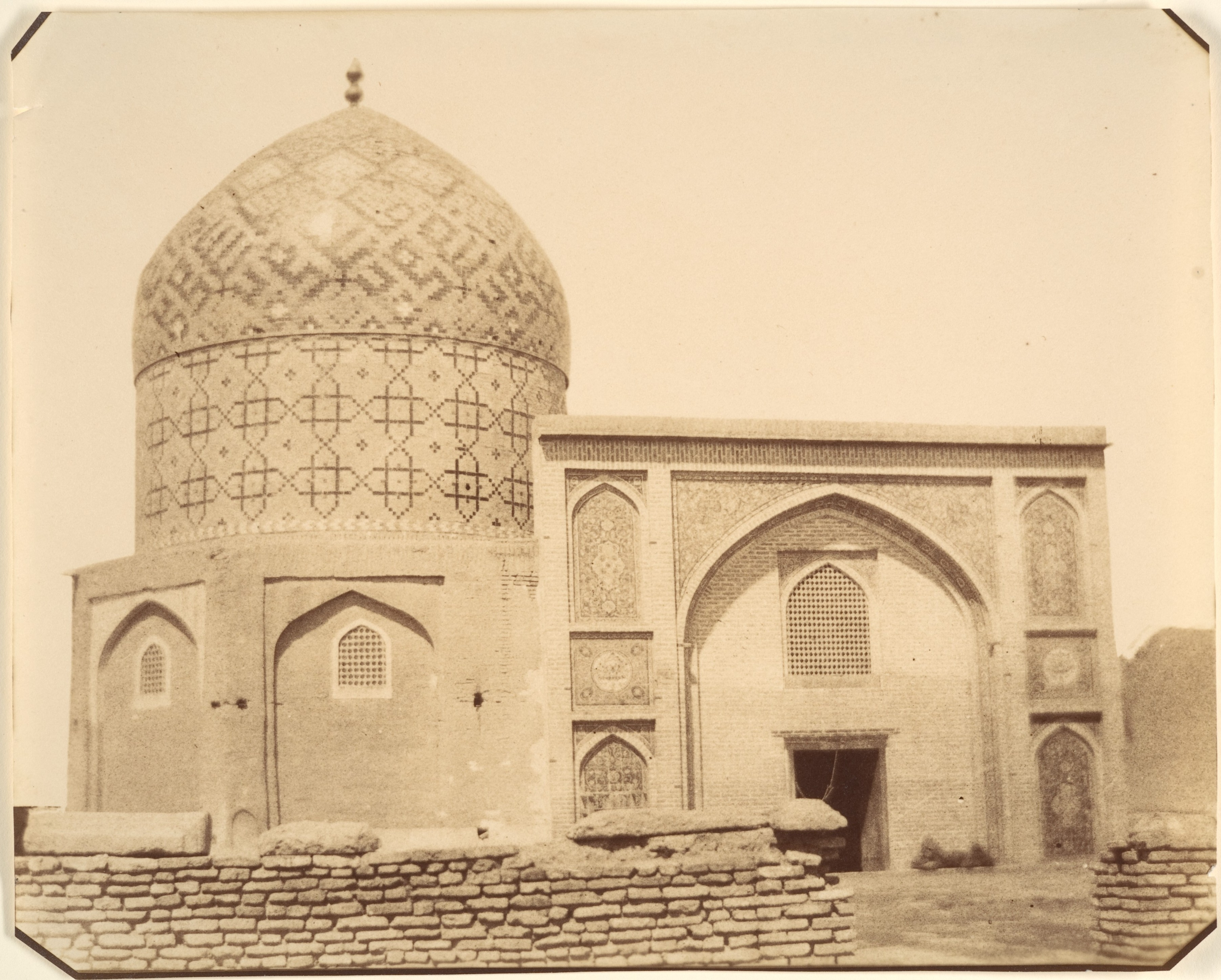
مسجد ناصرالدین شاه در تهران
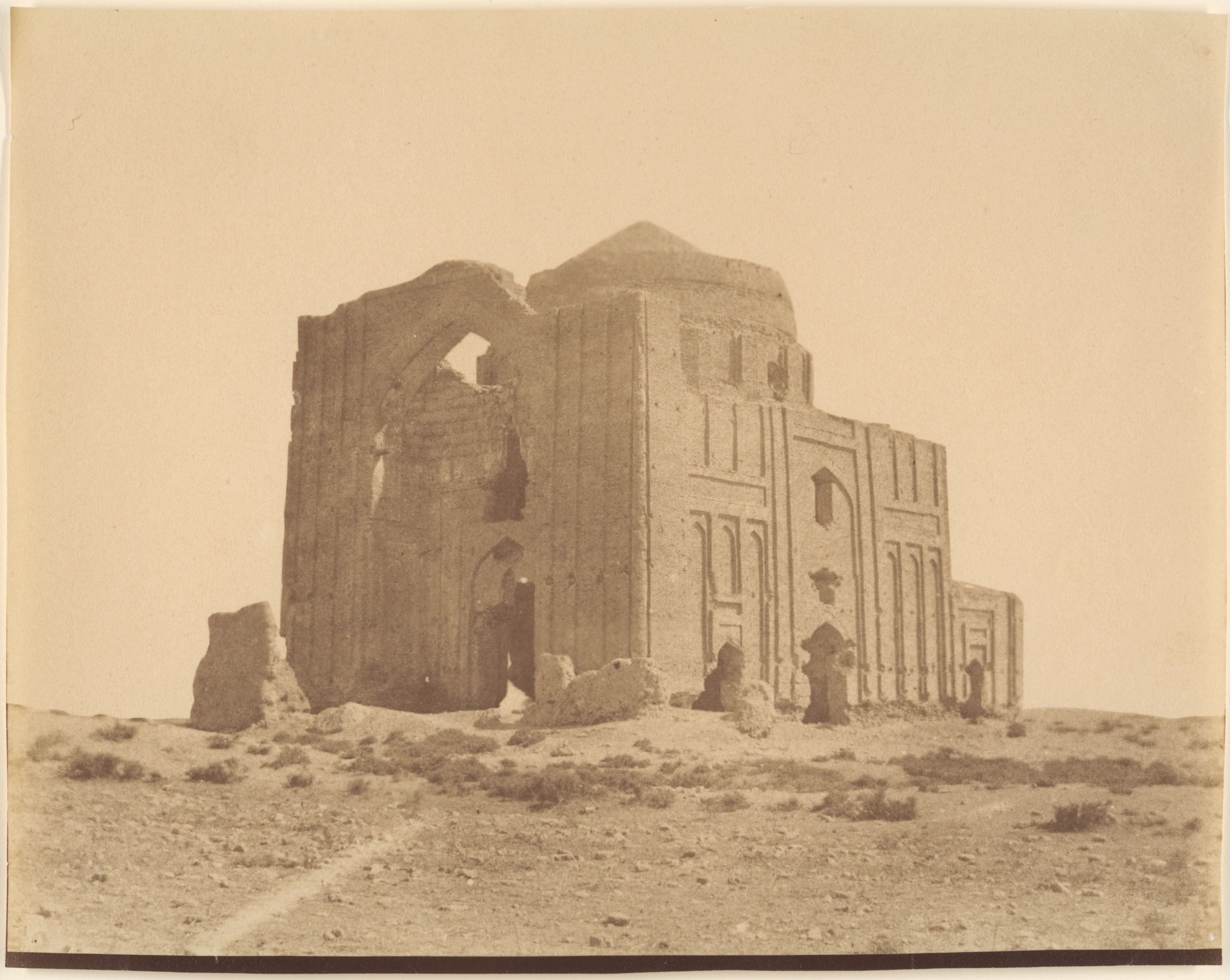
گنبد هارونیه توس
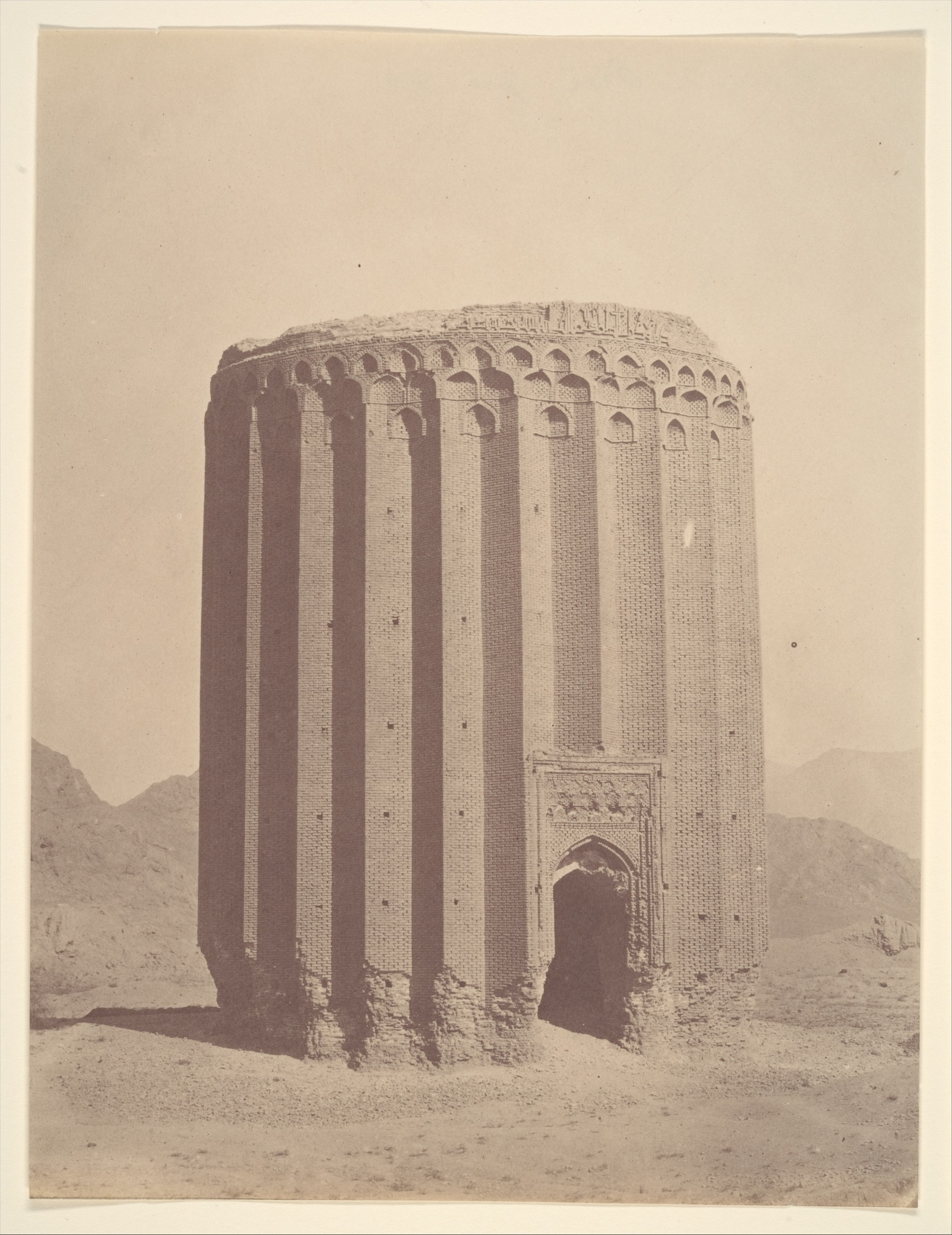
برج طغرل ری
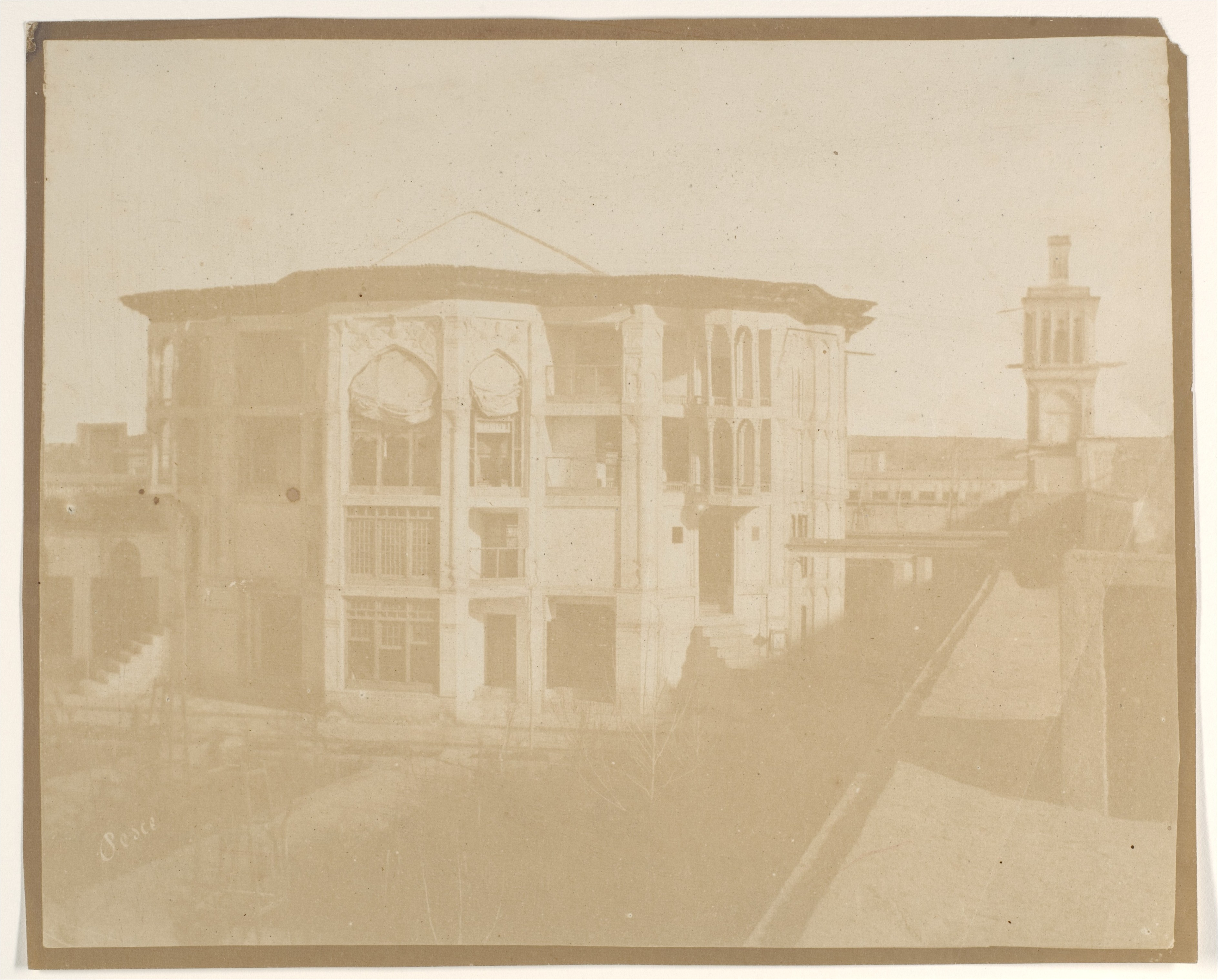
خانه صدراعظم تهران